# DKW-Spielzeugmotor
Der DKW-Spielzeugmotor ist ein Einzylinder-Zweitaktmotor der Zschopauer Maschinenfabrik J. S. Rasmussen. Seine Weiterentwicklung zum DKW-Fahrradhilfsmotor verhalf dem Unternehmen zum Durchbruch und mündete 1922 im Beginn der Serienproduktion von Motorrädern. Die seinerzeit fortschrittliche Konstruktion legte den Grundstein für den raschen Aufstieg zum weltgrößten Motorradproduzenten im Jahr 1926.

## Geschichte
Nachdem die Automobilproduktion nach dem Ersten Weltkrieg weitgehend zum Erliegen gekommen und es kaum möglich war, Pkw-Motoren zu verkaufen, entwickelte der Maschinenbauingenieur und Unternehmer Hugo Ruppe einen Spielzeugmotor, der als Konkurrenz zur Spielzeugdampfmaschine erdacht war. Ruppe stellte die Konstruktion 1918 in Zschopau dem Ingenieur und Unternehmer Jørgen Skafte Rasmussen vor, der Ruppe daraufhin im September 1918 für sein Unternehmen engagierte und den Motor produzierte.
In der Nachkriegszeit war das Fahrrad wichtigstes Fortbewegungsmittel. Rasmussen ließ deshalb Ruppe die Konstruktion zum Fahrradhilfsmotor in der Erwartung guter Absatzmöglichkeiten weiterentwickeln. Laut Vertrag musste Ruppe an Rasmussen das alleinige Recht zur Produktion des Spielzeugmotors abtreten. Im Gegenzug erhielt er für jeden verkauften Motor eine Vergütung von 4 Prozent des Verkaufspreises. Überdies war die Abtretung aller Rechte an seinen folgenden Konstruktionen Vertragsbestandteil. Das führte zu ersten Unstimmigkeiten. Hinzu kam, dass Rasmussen nach einer rationellen Serienfertigung in großen Stückzahlen strebte, Ruppe dagegen vordergründig an laufenden Verbesserungen der Produkte interessiert war. Ferner ließ Rasmussen auf seinen Namen bzw. sein Unternehmen drei Gebrauchsmuster auf von Ruppe entwickelte technische Einzelheiten des Spielzeugmotors eintragen. Ruppe entwickelte noch vertragsgemäß den zum „Verkaufsschlager“ gewordenen Fahrradhilfsmotor mit 118 cm³, war ebenfalls an der Gründung der Rota Magnet-Apparatebau GmbH für die Herstellung der Schwungrand-Zündanlagen beteiligt, verließ das Unternehmen aber 1920.
Vermarktet wurde der Motor mit Interpretation des Markenkürzels als „Des Knaben Wunsch“. Über produzierte oder verkaufte Stückzahlen gibt es keine gesicherten Angaben.

## Technik
Der Motor arbeitet nach dem Zweitaktverfahren und hat eine Dreikanalspülung. Der Zylinder ist stehend, die Kühlrippen sind parallel zur Zylinderachse angeordnet. Der Hubraum beträgt 18 cm³, die Bohrung 22 mm, der Hub 47 mm. (In manchen Veröffentlichungen werden 25 cm³ Hubraum genannt.) Der Kolben hat keine Kolbenringe, sondern lediglich Nuten für den dichtenden Ölfilm. Die Leistung wird mit 0,25 PS angegeben. Der Motor hat eine automatische Einlasssteuerung: Die Hubscheibe der einseitig gelagerten Kurbelwelle ist gleichzeitig Einlassdrehschieber und ein fliehkraftgesteuerter Schieber begrenzt die Drehzahl. Ein Eindüsenvergaser mit Schwimmer bildet das Kraftstoff-Luft-Gemisch. Unmittelbar über dem Vergaser ist der Tank angeordnet. Die Zündanlage ist eine seinerzeit fortschrittliche Schwungrad-Magnetzündung mit außenliegendem Zündunterbrecher, die Zündkerze ist senkrecht zur Zylinderachse angeordnet. Im Schwungrad angebrachte Leitschaufeln leiten im Betrieb Kühlluft auf den unteren Teil des Zylinders. Der Auspuff führt durch den Sockel hindurch, wo sich auch ein primitiver Schalldämpfer befindet.
Der Motor steht auf einem mit ihm verbundenen, metallenen Sockel. In einem Artikel in Heft 187 der in Wien erschienenen Zeitschrift Das Motorrad von 1933 ist zudem angeführt: „Der Motor wurde mit einer Grundplatte geliefert, auf der sich auch ein Dynamo, ein Schaltbrett und verschiedene kleine Stromverbraucher befanden.“ Auf Abbildungen ist auf der Schwungradseite eine kleine Riemenscheibe für einen Riementrieb erkennbar.